# Рорбах-ин-Оберэстеррайх
Рорбах (нем. Rohrbach in Oberösterreich) — городская община в Австрии, в федеральной земле Верхняя Австрия.
Входит в состав округа Рорбах. Население составляет 2482 человека (на 1 января 2006 года). Занимает площадь 7 км². Официальный код — 41330.

## Политическая ситуация
Бургомистр общины — Йозеф Хауэр (АНП) по результатам выборов 2003 года.
Совет представителей общины (нем. Gemeinderat) состоит из 25 мест.
- АНП занимает 15 мест.
- СДПА занимает 6 мест.
- Зелёные занимают 3 места.
- АПС занимает 1 место.